# Sue Longhurst
Sue Longhurst, född 1943, är en engelsk skådespelare huvudsakligen verksam med pornografisk film.  

## Filmografi
- 1975 – Champagnegalopp
- 1974 - Can You Keep It Up for a Week?